# Irene Epple
Irene Epple-Waigel, född 18 juni 1957 i Seeg, Allgäu, är en tysk före detta alpin skidåkare.
Hennes främsta framgångar var VM-silvret i störtlopp 1978 och OS-silvret i storslalom vid Olympiska spelen i Lake Placid 1980. Hon var världscupsegrare 1982 i storslalom och i den alpina kombinationen.
Epple är gift med politikern Theodor Waigel.